# Сан-Сальвадор (Энтре-Риос)
Сан-Сальвадор (исп. San Salvador) — город и муниципалитет в департаменте Сан-Сальвадор провинции Энтре-Риос (Аргентина), административный центр департамента.

## История
В конце 1880-х годов полковник Мигель Педро Атанасио Маларин решил заняться колонизацией, и на землях, принадлежащих его матери, организовал частную колонию для переселенцев из Европы; названием колонии стала переведённая с французского на испанский фамилия его матери. 25 декабря 1889 года здесь поселилась первая семья, а в 1902 году, благодаря усилиям администратора колонии Франсиско Маларина (брата основателя) сюда была проведена железная дорога, что резко ускорило рост поселения. В 1902 году была возведена первая церковь, а так как в 1900—1915 годах благодаря усилиям Еврейского колонизационного общества сюда переехало много евреев с территории Российской империи, то в 1925 году здесь была построена ещё и синагога.
В 1930-х годах местными жителями началось выращивание риса, и в настоящее время Сан-Сальвадор считается «рисовой столицей Аргентины». Начиная с 1953 года здесь ежегодно проходит Национальный праздник риса.
В 1957 году Сан-Сальвадор получил статус города.